# Moapa Valley, Nevada
Moapa Valley, Nevada (енгл. Moapa Valley) насељено је место без административног статуса у америчкој савезној држави Невада.

## Демографија
По попису из 2010. године број становника је 6.924, што је 1.14 (19,7%) становника више него 2000. године.
| Група             | 2000.         | 2010.         |
| Белци             | 5.127 (88,6%) | 5.974 (86,3%) |
| Афроамериканци    | 14 (0,2%)     | 16 (0,2%)     |
| Азијати           | 15 (0,3%)     | 34 (0,5%)     |
| Хиспаноамериканци | 526 (9,1%)    | 720 (10,4%)   |
| Укупно            | 5.784         | 6.924         |